# هنشير الجمل
هنشير الجميل قرية قريبة من ساقية الزيت تابعة لولاية الصفاقس في تونس .

## الجغرافيا
تقع هنشير الجمل عند إحداثيات 34°53′50 شمالاً و 10°46′51" شرقاً شمال صفاقس مباشرة. تقع على واد على بعد 7 كم من ساحل البحر الأبيض المتوسط بارتفاع 57 مترا فوق مستوى سطح البحر. 11 وتكتب أيضًا هنشير الجمل وهنشير الجمل.

## التاريخ
كانت هنشير الجمال موقعًا لمدينة رومانية في مقاطعة أفريقيا. كانت أبرشية كاثوليكية تسمى فيكوس توريس. المنطقة قاحلة اليوم ولكنها تدعم الزراعة التجارية